# 강치수
강치수(1984년 4월 29일 ~ )은 대한민국의 축구 선수이며 포지션은 수비수이다.